# Charles Hosie
Charles Hosie ist ein 1918 gegründetes Inhaber geführtes Handelshaus mit Sitz in Hamburg und war mit Marken wie Bacardi, Jack Daniels oder Johnnie Walker einer der bedeutendsten Importeure für Spirituosen in Deutschland. Nach der Übernahme 1984 durch die auf Bermuda ansässige Bacardi Limited wurde das Unternehmen 1993 in Bacardi GmbH umbenannt und besteht als solches noch heute. 1971 gründete die Familie Hosie die Charles Hosie-Stiftung und ist nach Rückübertragung des Firmenmantels der Charles Hosie GmbH seit 2004 in dritter Generation wieder im Spirituosengeschäft tätig.

## Geschichte
1880 emigrierte der Kaufmann Daniel Hosie aus dem Schottischen Glasgow nach Hamburg. Nach seinem Tod 1908 gründete sein Sohn Charles George Hosie (1887–1958) am 30. November 1918 das Handelshaus Charles Hosie und importierte Tomatenkonserven aus Italien nach Deutschland. Andere Feinkostprodukte folgten und machten Charles Hosie in den Folgejahren zu einem bekannten Generalimporteur für Nahrungs- und Genussmittelkonserven.
Nach dem Ersten Weltkrieg verlegte das Unternehmen seine Firmenzentrale ins Hamburger Chilehaus am Burchhardtplatz und erweiterte sein Angebot um weitere Spirituosen aus England, Irland, Italien, Frankreich, den USA und Schottland.
Nach dem Zweiten Weltkrieg führten mit Karl-Georg (1917–1990) und Wolfgang Christian Hosie (1919–1996) die beiden ältesten Söhne von Charles und Christa Hosie das Unternehmen fort. Im Jahr 1958 starb Charles George Hosie. Kurze Zeit später brachte das Handelshaus Charles Hosie den Weißen Rum der Destillerie Bacardí & Ca., die 1960 in Kuba enteignet worden war, unter der Marke Bacardi auf den deutschen Markt.
Im Jahr 1971 gründete die Familie Hosie die Charles Hosie-Stiftung zur Förderung benachteiligter Kindern und die Charles Hosie KG wurde zur Charles Hosie G.m.b.H. umfirmiert. Es folgte 1974 die Übernahm der 1965 gegründete Allimport Spirituosen-Import- u. Handelsgesellschaft mbH und der Handelsschwerpunkt des Unternehmens verlegte sich bis 1980, unter anderem durch den Erwerb von Vertriebsrechten für Dewar’s Scotch Whisky, Jack Daniels, Southern Comfort sowie Bollinger Champagner, mehr und mehr auf alkoholische Getränke.
Im Jahr 1983 wurde das Unternehmen mit allen Tochtergesellschaften und Markenrechten an Bacardi verkauft. Die Geschäftsführung übernahm der langjährige Mitarbeiter Joachim H. Peycke. Der Firmensitz wechselte in die Spitaler Straße. Zu diesem Zeitpunkt erwirtschaftete das Unternehmen mit 46 eigenen Handelsagenturen jährlich etwa 190 Mio. DM Umsatz. 1988 übernahm die Charles Hosie GmbH in einem Joint Venture mit Guinness 49 %  der Vedima International Getränkevertriebs GmbH mit den Marken Gordon’s Gin und Johnnie Walker.
Mit der Übernahme von Martini & Rossi wurde Bacardi Deutschland umstrukturiert. Dazu wurde aus der Charles Hosie G.m.b.H 1993 die Bacardi GmbH und aus der Allimport 1998 die Charles Hosie GmbH, die gleichzeitig ihren Sitz nach Buxtehude verlegte, wo Bacardi eine Abfüllanlage aufbaute.
Ende 2004 übernahm Rainer Hosie, der Enkel des Gründers, den Mantel der Charles Hosie GmbH mit den Namensrechten an Charles Hosie für den Symbolischen Betrag von einem Euro und verlegte der Sitz des Unternehmens zurück nach Hamburg um wieder eigenständig Spirituosen zu vertreiben. 2008 verlegte er dieses Unternehmen dann nach Aschau im Chiemgau. Seit November 2020 sitzt das Unternehmen in den Räumen der Nordcraft Hanseatische Destillerie in Hamburg-Altona. Im September 2024 wurde ein Insolvenzverfahren über die Charles Hosie GmbH eröffnet.

## Unternehmen
Die Charles Hosie GmbH produziert und vertreibt heute Rum, Whisky, Vermouth, Likör, Gin und Wodka im deutschsprachigen Raum.